# Merodon serrulatus
Merodon serrulatus är en tvåvingeart som beskrevs av Christian Rudolph Wilhelm Wiedemann 1822. Merodon serrulatus ingår i släktet narcissblomflugor, och familjen blomflugor.
Artens utbredningsområde är Portugal. Inga underarter finns listade i Catalogue of Life.